# María Carmen Barea
María del Carmen Barea Cobos (Málaga, Andalucía; 5 de octubre de 1966) es una exjugadora de hockey sobre hierba española. Fue campeona olímpica en los juegos olímpicos de Barcelona 1992. y medallista de plata en un europeo. 

## Participaciones en Juegos Olímpicos
- Barcelona 1992, medalla de oro.
- Atlanta 1996, octavo puesto.
- Sídney 2000, cuarto puesto.